# 丽纹胸鮡
丽纹胸鮡（学名：Glyptothorax lampris）为輻鰭魚綱鯰形目鮡科纹胸鮡属的鱼类。在中国，分布于澜沧江下游水系及湄南河等，體長可達12.1公分，棲息在丘陵地區的溪流底層水域，以水生昆蟲為食。该物种的模式产地在泰国清迈。